# الدوري التشيكوسلوفاكي 1943–44
الدوري التشيكوسلوفاكي 1943–44 هو الموسم 6 من الدوري التشيكوسلوفاكي ‏. أشرف على تنظيمه اتحاد جمهورية التشيك لكرة القدم، وكان عدد الأندية المشاركة فيه 12، وفاز فيه نادي سلوفان براتيسلافا.